# Juan Santamaría International Airport

i7
i11
i13
Der Flughafen San José Juan Santamaría (spanisch Aeropuerto Internacional Juan Santamaría, englisch Juan Santamaría International Airport, IATA-Code: SJO, ICAO-Code: MROC)  ist ein internationaler Flughafen der Stadt Alajuela, etwa 20 Kilometer von San José – der Hauptstadt von Costa Rica – entfernt.
Im Jahr 1958 als Aeropuerto Internacional del Coco eröffnet, wurde er 1971 in Aeropuerto Internacional Juan Santamaría nach dem Nationalhelden Juan Santamaría benannt und ist der größte Flughafen des Landes. Er ist Basis der TACA und besitzt derzeit 17 Gates, wovon neun mit Fluggastbrücken ausgestattet sind. Der Flughafen gehört der Regierung von Costa Rica, für den Betrieb sind jedoch derzeit private Unternehmen zuständig. Im Jahr 2006 wurden am Flughafen 2,61 Millionen Passagiere abgefertigt. Internationale und nationale Fluggesellschaften verbinden den Juan Santamaría International Airport mit Zielen im Inland sowie Nord- und Südamerika und Europa, wo derzeit Madrid von Iberia, Paris von Air France und Frankfurt nonstop von Lufthansa und via Santo Domingo von Condor angeflogen wird.

## Zwischenfälle
- Am 23. Mai 1970 stürzte eine Curtiss C-46A-55-CK Commando der Linea Aeropostal Venezolana (LAV) (Luftfahrzeugkennzeichen YV-C-AMK) 1,2 Kilometer östlich der Isla San Lucas, 76 Kilometer westlich des Startflughafens San José del Coco in den Golf von Nicoya. Die Maschine war nach Reparaturen auf einem Testflug. Alle 7 Insassen, drei Besatzungsmitglieder und 4 Mechaniker als Passagiere, kamen ums Leben.[1]

- Am 20. August 1977 streifte eine Convair CV-880 der US-amerikanischen Monarch Aviation (N8817E) 2,5 Kilometer südöstlich des Flughafens San José-Juan Santamaría mehrere Bäume, 2 Minuten und 20 Sekunden nach dem Abheben. Die stark überladene Maschine stürzte ab und fing Feuer. Alle 3 Besatzungsmitglieder, die einzigen Insassen auf dem Frachtflug, wurden getötet.[2]

- Am 3. September 1980 kollidierte eine Boeing 727-21 der US-amerikanischen Pan Am (N327PA) bei starkem Regen mit der Anflugbefeuerung am Flughafen San José (Costa Rica). Die Maschine kam mit abgerissenen Fahrwerken in einem Feld zum Stillstand. Alle 73 Insassen überlebten den Unfall.[3]

- Am 23. Mai 1988 wurde der Start einer Boeing 727-22 der costa-ricanischen Lacsa (TI-LRC) auf dem Flughafen San José-Juan Santamaría noch nach Überschreiten der Entscheidungsgeschwindigkeit abgebrochen, da sich das Flugzeug nicht in die Luft bewegen ließ. Das Flugzeug überrollte das Startbahnende, durchbrach einen Zaun, kreuzte einen Graben, schlug auf einen Hügel auf und fing Feuer. Alle 26 Insassen, zehn Besatzungsmitglieder und 16 Passagiere, überlebten. Die Unfallursache war die exzessive Verlagerung des Schwerpunkts nach vorne, weil im vorderen Frachtraum zu viel Ladung verstaut worden war. Das Flugzeug wurde zerstört.[4]

- Am 15. Januar 1990 wurde eine CASA C-212-200 der costa-ricanischen Sansa Regional Airline (SANSA) (TI-SAB) im Steigflug nach dem Start vom Flughafen San José 16 km entfernt davon in einen wolkenverhüllten Berg geflogen. Alle 23 Insassen (3 Besatzungsmitglieder und 20 Passagiere) wurden bei diesem CFIT (Controlled flight into terrain) während eines Sichtfluges getötet.[5]

- Am 7. April 2022 musste auf dem DHL-Aviation-Flug 7216 (ICAO: JOS7216) nach Guatemala-Stadt eine Boeing 757-27A(PCF) (HP-2010DAE) nach Hydraulikproblemen zum Flughafen zurückkehren. Nachdem sie auf den ersten 2.000 Metern nicht ausreichend bremsen konnte, bog sie kurz vor Ende der Landebahn auf eine Rollbahn ab, wobei sie eine 180°-Drehung machte, eine kleine Böschung herunterfiel und hinter den Flügeln in zwei Teile brach. Es gab kein Feuer und keines der zwei Besatzungsmitglieder wurde ernsthaft verletzt.[6] Ein Twitter-Nutzer veröffentlichte ein Video von der Landung.[7]